# Ronda A (Santa Fe)
La línea Ronda A une a las líneas 1, 5 y 15 de transporte urbano de pasajeros de la ciudad de Santa Fe, Argentina. Las líneas 1 y 15 están operadas por ERSA Urbano, y la 5 por la empresa Recreo S.R.L.. Esta nueva línea de ronda cubre necesidades de los barrios San Agustín, Loyola Norte, Loyola Sur, Yapeyú Oeste y Los Troncos.

## Recorrido

### 1
Servicio diurno y nocturno.
Recorrido: Grierson y Pedroni (Salida) - Cibils - Furlong Cardiff - Hugo Wast - Larrechea - Neuquén - Diagonal Obligado (Camino Viejo a Esperanza) - Tte. Loza y F. de Aroca.

### 15
Servicio diurno y nocturno.
Recorrido: Tte. Loza y Santa Fe.

### 5
Servicio diurno y nocturno.
Recorrido: Tte. Loza - Venezuela - Damianovich - Beck Bernard - Espinosa - Jauretche - Damianovich - Venezuela - Tte. Loza - Tte. Loza y Santa Fe.
 Servicio diurno y nocturno.
Recorrido: Tte. Loza y F. de Aroca.

### 15
Servicio diurno y nocturno.
Recorrido: Tte. Loza - Diagonal Obligado (Camino Viejo a Esperanza) - Neuquén - Larrechea - Hugo Wast - Furlong Cardiff - Cibils - Grierson.

### 1
Servicio diurno y nocturno.
Recorrido: Grierson y Pedroni (Parada).